# Gunilla Budde

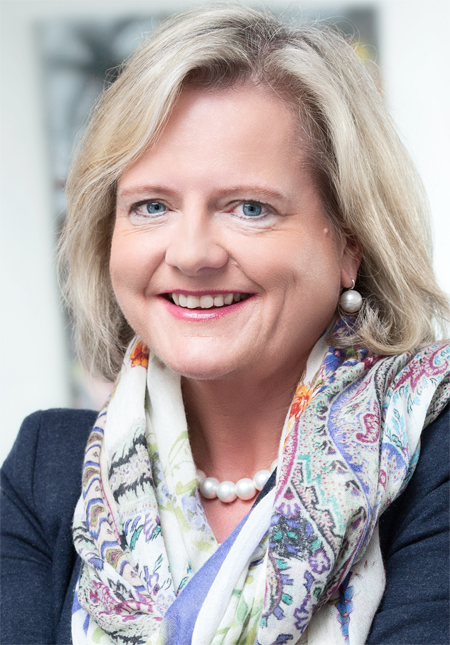
Gunilla Budde, 2011

Gunilla-Friederike Budde (* 6. Juli 1960 in Herford) ist eine deutsche Historikerin.

## Leben
Gunilla Budde legte im Juni 1986 ihr Erstes Staatsexamen an der Universität Bielefeld ab, promovierte im Februar 1993 am Friedrich-Meinecke-Institut der Freien Universität Berlin und habilitierte sich dort im Februar 2003. Seit 2005 ist sie Professorin für deutsche und europäische Geschichte des 19. und 20. Jahrhunderts an der Carl von Ossietzky Universität Oldenburg.
Seit September 2006 ist Budde Kuratoriumsvorsitzende des Spielzeugmuseums in Soltau. Von April 2007 bis Oktober 2010 leitete sie das Institut für Geschichte ihrer Universität. Von 1. Oktober 2010 bis zum 31. Dezember 2015 war sie überdies nebenamtliche Vizepräsidentin für Studium und Lehre der Universität Oldenburg. Seit 2009 ist Gunilla Budde Teil des Oldenburger „Historischen Quartetts“, das zweimal jährlich stattfindet. 2010 wurde Gunilla Budde im Rahmen des Geschichtswettbewerbs des Bundespräsidenten zur Juryvorsitzenden Nord-West ernannt. Seit April 2011 gehört sie dem Beirat der Oldenburgischen Landesbibliothek an. Ebenfalls seit April 2011 ist sie Mitherausgeberin der Reihe Kritische Studien zur Geschichtswissenschaft. Im Februar 2012 wurde sie zur Stellvertretenden Vorsitzenden der Oldenburgischen Museumsgesellschaft gewählt, im Oktober 2012 zum Beiratsmitglied der Johannes-Rau-Stiftung ernannt. Seit Oktober 2012 ist Gunilla Budde überdies im Vorstand der Karl Jaspers Gesellschaft Oldenburg. Zum 1. August 2013 wurde sie von der Ministerin für Wissenschaft und Kultur, Gabriele Heinen-Kljajic, in den Aufsichtsrat des Oldenburgischen Staatstheaters berufen. Im Dezember 2014 wurde Budde als externes wissenschaftliches Mitglied in einen Senatsausschuss der Leibniz-Gemeinschaft gewählt. Seit dem 12. Oktober 2018 ist sie Mitglied in der Mitgliederversammlung des Zentrums für Zeithistorische Forschung (ZZF), seit Oktober 2019 ist sie Sprecherin der Mitgliederversammlung und Mitglied des Kuratoriums. Seit dem 1. Oktober 2019 ist Gunilla Budde gewähltes Mitglied des Hochschulrats der Universität Kassel.
Ihre Arbeitsschwerpunkte sind das europäische Bürgertum des 19. Jahrhunderts, die Geschichte der DDR, Frauen- und Geschlechtergeschichte, Geschichte der Familie, „Geschichte des Dienstmädchens“, „Musik und Politik im 19. und 20. Jahrhundert“ sowie Ideengeschichte des 20. Jahrhunderts.

## Publikationen (Auswahl)
- (Hrsg.): In Träumen war ich immer wach. Das Leben des Dienstmädchens Sophia von ihr selbst erzählt. 2. Auflage, Bonn 1990.
- Auf dem Weg ins Bürgerleben. Kindheit und Erziehung in deutschen und englischen Bürgerfamilien 1840–1914 (= Bürgertum, Band 6), Vandenhoeck & Ruprecht, Göttingen 1994, ISBN 3-525-35671-4 (zugleich: Dissertation, FU Berlin, 1992/93).
- (Hrsg.): Frauen arbeiten. Weibliche Erwerbstätigkeit in Ost- und Westdeutschland nach 1945. Vandenhoeck & Ruprecht, Göttingen 1997, ISBN 3-525-01363-9.
- mit Jürgen Kocka: Interventionen. Der Historiker in der öffentlichen Verantwortung. Vandenhoeck & Ruprecht, Göttingen 2001, ISBN 3-525-36252-8.
- Frauen in der Intelligenz. Akademikerinnen in der DDR 1945 bis 1975 (= Kritische Studien zur Geschichtswissenschaft, Band 162). Vandenhoeck & Ruprecht, Göttingen 2003, ISBN 3-525-35143-7 (zugleich: Habilitationsschrift, FU Berlin, 2002).
- mit Sebastian Conrad, Oliver Janz (Hrsg.): Transnationale Geschichte. Themen, Tendenzen und Theorien. Vandenhoeck & Ruprecht, Göttingen 2006, ISBN 3-525-36736-8.
- mit Karen Hagemann, Sonya Michel (Hrsg.): Civil Society and Gender Justice. Berghahn Books, New York 2007.
- mit Mareike Witkowski: Beethoven unterm Hakenkreuz. Das Oldenburgische Staatsorchester während des Nationalsozialismus. Isensee, Oldenburg 2007.
- mit Dagmar Freist, Hilke Günther-Arndt (Hrsg.): Geschichte. Studium – Wissenschaft – Beruf. Akademie, Berlin 2008, ISBN 978-3-05-004435-4.
- (Hrsg.): Geschichts-Quellen. Brückenschläge zwischen Geschichtswissenschaft und Geschichtsdidaktik. Festschrift für Hilke Günther-Arndt. Cornelsen, Berlin 2008.
- Blütezeit des Bürgertums. Bürgerlichkeit im 19. Jahrhunderts. Wissenschaftliche Buchgesellschaft, Darmstadt 2009.
- (Hrsg.): Kapitalismus – Historische Annäherungen. Vandenhoeck & Ruprecht, Göttingen 2011.
- Als Erzieherinnen in Europa unterwegs. Gouvernanten, governesses und gouvernantes. Europäische Geschichte Online, hrsg. vom Institut für Europäische Geschichte (Mainz), 2011 (online).
- mit Thomas Alkemeyer, Dagmar Freist (Hrsg.): Selbst-Bildungen. Soziale und kulturelle Praktiken der Subjektivierung. Transcript, Bielefeld 2013, ISBN 978-3-8376-1992-8.
- Feldpost für Elsbeth. Eine Familie im Ersten Weltkrieg. Wallstein-Verlag, Göttingen 2019, ISBN 978-3-8353-3526-4.
- So fern, so nah. Die beiden deutschen Gesellschaften (1949–1989), Stuttgart 2023, ISBN 978-3-17-033236-2.
- Jutta Limbach. Ein Leben für die Gerechtigkeit, C.H.Beck, München 2025, ISBN 978 3 406 82663 4.

Drehbuch und Regie von DVDs
- Kinder vor 100 Jahren. Die Geschichte der Sophia L. (Drehbuch und Regie: Gunilla Budde; Kamera: Daniel Clören, Frank Hellwig, Wilhelm A. Bahlmann; Schnitt & Produktion: Daniel Clören; Grafik: Axel Masemann; Produktionsleitung: Axel Masemann; Organisation KinderUniversität Oldenburg), 2007.
- Als die Bürger frech geworden. Die Revolution von 1848 aus Kindersicht (Drehbuch und Regie: Gunilla Budde; Kamera: Daniel Clören, Frank Hellwig, Wilhelm A. Bahlmann; Schnitt & Produktion: Daniel Clören; Grafik: Axel Masemann; Produktionsleitung: Axel Masemann; Organisation KinderUniversität Oldenburg), 2009.

Mitarbeit und wissenschaftliche Beratung bei TV- und Filmproduktionen
- Der ganz große Traum. Ein Film von Sebastian Grobler, 2011.
- Terra X: Ein Tag in der Kaiserzeit, Buch: Jochen Ruderzi, ZDF 2016.
- Akte D – Mythos Trümmerfrau. Ein Film von Judith Voelker und Julia Meyer, ARD 2016.
- Terra X: Magie der Märchen: Frau Holle und ihre versunkene Welt, ZDF 2020.
- Terra X: Magie der Märchen: Hänsel und Gretel auf der Spur, ZDF 2020.
- Die Spioninnen – im Auftrag der DDR, ARD 2023.

## Auszeichnungen und Ehrungen
- Universitätsplakette der Carl von Ossietzky Universität Oldenburg, Dezember 2015.
- „Preis der Lehre“ der Carl von Ossietzky Universität Oldenburg, November 2018.